# Luciano Farroni
Luciano Farroni (Comodoro Rivadavia, Provincia del Chubut, 1 de junio de 1990) es un piloto argentino de automovilismo. Comenzó su carrera deportiva compitiendo en categorías zonales de turismo de su provincia, para luego iniciar su carrera a nivel nacional. 
Debutó en categorías de monopostos, compitiendo en la Fórmula Metropolitana y en la Fórmula Renault Argentina, compitiendo entre 2009 y 2012. En 2010 tuvo sus primeras experiencias en categorías de turismos, compitiendo en la divisional Top Race Junior. Además de esta divisional, participó también en TC 2000, Súper TC 2000 y TCR Sudamericano. En 2025 incursiona en las categorías Turismo Carretera 2000 y la Clase 3 del Turismo Pista.

## Biografía
Inició su trayectoria a nivel nacional, en las categorías de monopostos Fórmula Metropolitana y Fórmula Renault Argentina. En la Fórmula Metropolitana, compitió entre 2009 y 2011 teniendo como mejor resultado un 3º puesto en el año 2011, mientras que en la Fórmula Renault participó entre 2011 y 2012. Asimismo, en 2010 también tuvo una breve incursión dentro de la categoría Fórmula Renault Plus.
Tras estas participaciones, debutó en categorías de turismos en el año 2010, incursionando en la divisional Junior de la Top Race. Luego de su paso por la Top Race Junior, en 2013 debutó en TC 2000. Su primera victoria en esta categoría la obtuvo el 9 de junio de 2013, compitiendo en el Autódromo Ciudad de Concordia, en la 6ª fecha del campeonato de ese año. su participación en esta categoría, lo llevó a ser invitado en el año 2014 a competir en los 200 km de Buenos Aires del Súper TC 2000, formando dupla con Mario Gerbaldo, al comando de un Ford Focus III del equipo RAM Racing Factory.
En el año 2015, Farroni fue protagonista en un caso único en la historia del Turismo Competición 2000, al producirse un empate en puntos en el primer puesto, al finalizar el campeonato de la segunda división de TC2000. Sin embargo y pese a haber finalizado en esa circunstancia, Farroni debió conformarse con el subcampeonato, debido a que había cosechado menos triunfos que su eventual rival, Emmanuel Cáceres. Este subcampeonato representó el primer logro personal de Farroni a nivel nacional y a su vez, su boleto de ingreso al Super TC 2000, donde debutó como titular al comando de un Peugeot 408 del equipo de Rubén Salerno.
Luego de sus incursiones a nivel nacional, su carrera deportiva en ese ámbito experimentó un parate de 2018 a 2023, dedicándose exclusivamente al ámbito zonal. En este sentido, fue notoria su participación en la categoría Monomarca Gol del Alto Valle del Río Negro,  donde se consagró campeón en el año 2022. En 2023 fue invitado por el equipo de Víctor Rosso para competir como invitado en las categorías TCR Sudamericano y TCR Brasil, pero sin pasar de las competencias realizadas para binomios. Tras estas incursiones volvió a parar hasta el año 2025, ocasión en la que fue convocado para debutar en las categorías Turismo Carretera 2000 y en la Clase 3 del Turismo Pista.

## Trayectoria
| Temporada | Categoría                 | Equipo                          | Automóviles             | Carreras | Victorias | Podios | Poles  | VR     | Puntos | Pos.   |
| --------- | ------------------------- | ------------------------------- | ----------------------- | -------- | --------- | ------ | ------ | ------ | ------ | ------ |
| 2009      | Fórmula 4 Argentina       | Becerra Racing                  | Crespi-Renault          | 13       | 0         | 0      | 0      | 0      | 22.00  | 17.º   |
| 2010      | Fórmula 4 Argentina       | Satorra Competición             | Crespi-Renault          | 12       | 0         | 2      | 0      | 1      | 84.00  | 6.º    |
| 2010      | Top Race Junior           | Crespi Competición Alpine Skate | Chevrolet Vectra Junior | 1        | 0         | 0      | 0      | 0      | 0.00   | 40.º   |
| 2011      | Fórmula Metropolitana     | Satorra Competición             | Crespi-Renault          | 9        | 2         | 6      | 0      | 1      | 132.00 | 3.º    |
| 2011      | Fórmula Renault Argentina | Satorra Competición             | Tito 02-Renault         | 6        | 0         | 0      | 0      | 0      | 12.00  | 23.º   |
| 2011      | Top Race Series           | Crespi Competición Alpine Skate | Chevrolet Vectra Junior | 2        | 0         | 0      | 0      | 0      | 4.00   | 34.º   |
| 2011      | Top Race Series           | GT Racing                       | Alfa Romeo 156 Junior   | 1        | 0         | 0      | 0      | 0      | 4.00   | 34.º   |
| 2012      | Fórmula Metropolitana     | Satorra Competición             | Crespi-Renault          | 1        | 0         | 0      | 0      | 0      | 0.00   | 28.º   |
| 2012      | Fórmula Renault Argentina | Satorra Competición             | Tito 02-Renault         | 12       | 0         | 0      | 0      | 0      | 20.50  | 16.º   |
| 2013      | TC 2000                   | RS Proyect                      | Renault Fluence         | 12       | 1         | 2      | 1      | 0      | 174.00 | 4.º    |
| 2014      | TC 2000                   | RAM Racing Factory              | Ford Focus III          | 12       | 3         | 4      | 2      | 1      | 140.00 | 7.º    |
| 2014      | Súper TC 2000             | RAM Racing Factory              | Ford Focus III          | 1        | 0         | 0      | 0      | 0      | 0.00   | Inv.   |
| 2015      | TC 2000                   | RAM Racing Team Paladini        | Ford Focus III          | 22       | 1         | 7      | 0      | 2      | 214.00 | 2.º    |
| 2016      | Súper TC 2000             | Escudería FE                    | Peugeot 408             | 13       | 0         | 0      | 0      | 0      | 32.00  | 19.º   |
| 2016      | TC 2000                   | Escudería Fela by RAM           | Ford Focus III          | 1        | 0         | 0      | 0      | 0      | 0      | Inv.   |
| 2017      | Súper TC 2000             | Escudería Fela by RAM           | Ford Focus III          | 13       | 0         | 0      | 0      | 0      | 37.50  | 22.º   |
| 2017      | TC 2000 1 2               | Escudería Fela by RAM           | Ford Focus III          | 2        | 0         | 0      | 0      | 0      | 0      | Inv.   |
| 2018      | Súper TC 2000             | Renault Sport                   | Renault Fluence         | 1        | 0         | 0      | 0      | 0      | 0.00   | 27.º   |
| 2018      | TC 2000 1 2               | Escudería Fela Junior           | Ford Focus III          | 2        | 0         | 0      | 0      | 0      | 0.00   | Inv.   |
| 2023      | TCR Sudamericano          | Paladini Racing                 | Toyota Corolla GRS TCR  | 2        | 0         | 0      | 0      | 0      | 28.00  | 33.º   |
| 2023      | TCR Brasil                | Paladini Racing                 | Toyota Corolla GRS TCR  | 1        | 0         | 0      | 0      | 0      | 29.00  | 19.º   |
| 2025      | Turismo Carretera 2000    | Axion Energy Team               | Renault Fluence         | 2        | 0         | 0      | 0      | 1      |        |        |
| 2025      | Clase 3 del Turismo Pista | J. Moreiro Sport                | Toyota Etios            | 1        | 0         | 0      | 0      | 0      |        |        |
| 2025      | Clase 3 del Turismo Pista | J. Moreiro Sport                | Renault Clio II         | 3        | 0         | 0      | 0      | 0      |        |        |
| 2025      | Clase 3 del Turismo Pista | J. Moreiro Sport                | Peugeot 208 II          | 2        | 0         | 0      | 0      | 0      |        |        |
| Fuente:   | [ 12 ]                    | [ 12 ]                          | [ 12 ]                  | [ 12 ]   | [ 12 ]    | [ 12 ] | [ 12 ] | [ 12 ] | [ 12 ] | [ 12 ] |

## Resultados

### Top Race
| Temporada            | Categoría       | Vehículo            | Equipo             | Posición final  |
| -------------------- | --------------- | ------------------- | ------------------ | --------------- |
| Torneo Clausura 2010 | Top Race Series | Chevrolet Vectra II | Crespi Competición | 44.º (0 puntos) |
| 2011                 | Top Race Series | Chevrolet Vectra II | Crespi Competición | 34º (4 puntos)  |
| 2011                 | Top Race Series | Alfa Romeo 156      | GT Racing          | 34º (4 puntos)  |

### TC 2000
| Año  | Equipo                   | Auto            | 1    | 2    | 3     | 4     | 5    | 6     | 7     | 8     | 9     | 10     | 11    | 12   | 13    | 14     | 15     | 16     | 17    | 18    | 19  | 20     | 21  | 22  | 23  | Res. | Puntos |
| ---- | ------------------------ | --------------- | ---- | ---- | ----- | ----- | ---- | ----- | ----- | ----- | ----- | ------ | ----- | ---- | ----- | ------ | ------ | ------ | ----- | ----- | --- | ------ | --- | --- | --- | ---- | ------ |
| 2013 |                          |                 | RC   | BA I | RAF   | AG    | LP   | CON   | OLA   | ROS   | SJO   | JUN    | BA II | PDF  |       |        |        |        |       |       |     |        |     |     |     | 4°   | 174    |
| 2013 | RS Project               | Renault Fluence | 7    | 13   | 8     | 9     | 4    | 1     | 4     | 4     | 10    | 3      | 4     | 4    |       |        |        |        |       |       |     |        |     |     |     | 4°   | 174    |
| 2014 |                          |                 | AG I | LP   | JUN   | MER   | BA I | PAR I | RC    | CON   | BA II | PAR II | AG II | GR   |       |        |        |        |       |       |     |        |     |     |     | 7°   | 140    |
| 2014 | RAM Racing               | Ford Focus III  | 1    | Ret  | 5     | 16†   | 8    | 2     | Ret   | 19    | 4     | 11     | Ret   | 1    |       |        |        |        |       |       |     |        |     |     |     | 7°   | 140    |
| 2015 |                          |                 | AG   | AG   | CON   | CON   | BA   | BA    | MER   | JUN   | JUN   | LP I   | LP I  | NDJ  | RAF   | RAF    | LP II  | LP II  | SL    | SL    | RC  | RC     | CDU | CDU |     | 2°   | 214    |
| 2015 | RAM Racing Team Paladini | Ford Focus III  | Ex.  | Ret  | 10    | 2     | 1    | 5     | 9     | 5     | 5     | Ret    | 2     | Ex.  | 7     | 2      | 4      | 9      | 6     | 3     | 12  | 3      | 3   | 5   |     | 2°   | 214    |
| 2016 |                          |                 | SMM  | SMM  | CON I | CON I | BA I | BA I  | SJO   | SJO   | LP    | LP     | CDU   | CDU  | BA II | BA II  | CON II | CON II | RAF   | RAF   | AG  | RC     | RC  | PAR | PAR | -    | -      |
| 2016 | Escudería Fela           | Ford Focus III  |      |      |       |       |      |       |       |       |       |        |       |      |       |        |        |        |       |       | 5   |        |     |     |     | -    | -      |
| 2017 |                          |                 | AG I | AG I | BA I  | BA I  | CDU  | CDU   | PAR I | PAR I | RC    | RC     | BA II | SL   | SL    | PAR II | PAR II | AG II  | SMM   | CON   | CON | BA III |     |     |     | -    | -      |
| 2017 | Escudería Fela           | Ford Focus III  |      |      |       |       |      |       |       |       |       |        | 13    |      |       |        |        | 6      |       |       |     |        |     |     |     | -    | -      |
| 2018 |                          |                 | AG I | AG I | CDU   | CDU   | CON  | CON   | RC    | RC    | BA    | LP     | LP    | SL I | SL I  | AG II  | SMM    | SMM    | SL II | SL II | ROS | ROS    | PAR | PAR |     | -    | -      |
| 2018 | Escudería Fela           | Ford Focus III  |      |      |       |       |      |       |       |       | 6     |        |       |      |       | Ret    |        |        |       |       |     |        |     |     |     | -    | -      |

### Súper TC 2000
| Año  | Equipo         | Auto            | 1    | 2   | 3   | 4    | 5   | 6   | 7   | 8   | 9   | 10  | 11    | 12  | 13    | 14    | Res. | Puntos |
| ---- | -------------- | --------------- | ---- | --- | --- | ---- | --- | --- | --- | --- | --- | --- | ----- | --- | ----- | ----- | ---- | ------ |
| 2014 |                |                 | RAF  | VIE | AG  | ROS  | TOA | BA  | RES | SFE | SFE | SJU | TRH   | COD | PDF   |       | -    | -      |
| 2014 | RAM Racing     | Ford Focus III  |      |     |     |      |     | 12  |     |     |     |     |       |     |       |       | -    | -      |
| 2016 |                |                 | TRE  | ROS | SMM | AG I | TRH | OBE | BA  | SFE | SFE | TOA | SJU   | GR  | GR    | AG II | 19°  | 32     |
| 2016 | Escudería FE   | Peugeot 408 I   | Ret  | Ret | 15  | 17   | 8   | 15  | 7   | Ex. | 12  | 12  | NL    | 21† | 19    | Ret   | 19°  | 32     |
| 2017 |                |                 | BA I | PDF | SMM | ROS  | ROS | TRH | RAF | OBE | SFE | SFE | BA II | SJU | GR    | AG    | 22°  | 37,5   |
| 2017 | Escudería Fela | Ford Focus III  | 10   | Ret | 13  | Ret  | 12  | 9   | 14  | 16  | 7   | 9   | 18    | 15  | Ret   | 24    | 22°  | 37,5   |
| 2018 |                |                 | BA I | ROS | ROS | SMM  | PDF | RAF | SJU | OBE | SFE | SFE | TRH   | SNI | BA II | AG    | -    | 0      |
| 2018 | Renault Sport  | Renault Fluence |      |     |     |      |     |     |     |     |     |     | 16    |     |       |       | -    | 0      |

### TCR South America
| Año  | Equipo          | Auto                   | 1  | 2  | 3   | 4   | 5   | 6   | 7   | 8   | 9   | 10  | 11  | 12  | 13  | 14  | 15  | 16  | 17  | 18  | Res. | Puntos |
| ---- | --------------- | ---------------------- | -- | -- | --- | --- | --- | --- | --- | --- | --- | --- | --- | --- | --- | --- | --- | --- | --- | --- | ---- | ------ |
| 2023 |                 |                        | AG | AG | ROS | ROS | TRH | INT | RIV | RIV | EPI | EPI | LAP | LAP | VLP | VLP | VEL | VEL | CAS | CAS | 33°  | 28     |
| 2023 | Paladini Racing | Toyota Corolla GRS TCR |    |    |     |     | 20† | 4   |     |     |     |     |     |     |     |     |     |     |     |     | 33°  | 28     |

### TCR Brasil
| Año  | Equipo          | Auto                   | 1   | 2   | 3   | 4   | 5   | 6   | 7   | 8   | 9   | 10  | 11  | Pos. | Pts. |
| ---- | --------------- | ---------------------- | --- | --- | --- | --- | --- | --- | --- | --- | --- | --- | --- | ---- | ---- |
| 2023 |                 |                        | INT | RIV | RIV | VLP | VLP | VEL | VEL | VEL | VEL | CAS | CAS | 19°  | 29   |
| 2023 | Paladini Racing | Toyota Corolla GRS TCR | 4   |     |     |     |     |     |     |     |     |     |     | 19°  | 29   |

## Palmarés
| Título     | Categoría     | Automóvil          | Año  |
| ---------- | ------------- | ------------------ | ---- |
| Subcampeón | TC2000 Series | Ford Focus III     | 2015 |
| Campeón    | Monomarca Gol | Volkswagen Gol AB9 | 2022 |